# Morgana (strip)
Morgana je 25. epizoda strip serijala Dilan Dog. Objavljena je u bivšoj Jugoslaviji kao specijalno izdanje Zlatne serije u izdanju Dnevnika iz Novog Sada u avgustu 1989. godine. Koštala je 12.500 dinara (0,83 DEM; 0,42 $). Imala je 94 strane.

## Originalna epizoda
Naslov originalne epizode glasi Moragna. Objavljena je premijerno u Italiji 1. oktobra 1988. u izdanju Bonelija. Epizodu je napisao Ticiano Sklavi, a nacrtao Anđelo Stano. Naslovnicu je nacrtao Klaudio Vilja. Koštala je 1700 lira.

## Kratak sadržaj
Prolog. Radnici groblja spuštaju sanduk u grob u kome se nalazi živa devojka po imenu Morgana. Nakon što je zakopaju, Morgana se budi, zbunjena pokušava da shvati gde se nalazi. Lupanje srca pretvara se u zvuk tračnica, a Morgana se budi u kupeu voza. Gledajući kroz prozor, Morgana vidi sukob lovaca i ljudoždera. U njenu kabinu ulazi zombi obučen u kelnera i nudi joj kafu koja bi trebalo da je razbudi.
Glavna priča. Madam Trelkovski, najpoznatiji medijum u Engleskoj dolazi rano ujutru kod Dilana i priča mu da je na sinoćnoj sedeljci medijuma saznala da se u svetu sprema veliki užas koji bi uskoro mogao da počne. Dilana ne interesuje slučaj jer Trelkovski nije mogla da objasni o čemu se tačno radi. Za to vreme, Morgana stiže vozom u London i uzima taksi do Dilanovog stana. Na ulicama i dalje vidi zombije. Ovoga puta i sam taksista ubija zombije da bi Morganu odveo na željeno mesto.

## Značaj epizode
Ovo je jubilarna epizoda, kojom se obeležava dve godine serijala. U tu svrhu, epizoda je predstavljena kao meta-priča (tj. meta-strip). Koncept meta-stripa podrazumeva da se paralelno sa glavnom radnjom, u nekom drugom univerzumu dešava druga radnja koja je proizvod mašte autora stripa ili nedefinisane osobe. Ovakav pristup korišćen je kasnije, najčešće u jubilarnim epizodama kao što su Porodični portret (#300 originalne serije) i A danas, Apokalipsa! (#400), ali i u nekim "običnim" kao što je Priča ni o kome. Anđelo Stano se tako kao paralelni narrator pojavljuje u svim jubilarnim epizodama.

## Prethodna i naredna epizoda
Prethodna epizoda nosi naslov Ružičasti zečevi ubijaju (#24), a naredna Posle ponoći (#26)